# Marche forcée
Ne doit pas être confondu avec Marches de la mort.
La marche forcée, dans son sens militaire, désigne l'ordre donné d'accélérer l'allure de la marche, par exemple pour prendre une position avant l'ennemi.
Depuis la fin de la Seconde Guerre mondiale, le terme est désuet, puisque rares sont les longues marches des armées en raison de la mécanisation importante de l’infanterie et des armes logistiques, encore qu'il pourrait être employé dans le cadre d'une expédition en petit effectif.
Napoléon Ier, dans ses campagnes, faisait souvent donner l'ordre d'une marche forcée, comme à Wagram ou durant la campagne d'Italie. Cela avait souvent pour effet d'épuiser ses soldats, mais la victoire en dépendait.